# Erpeldange (Bous-Waldbredimus)
Pour les articles homonymes, voir Erpeldange (homonymie).
Erpeldange (luxembourgeois: Ierpeldeng, allemand: Erpeldingen) est une section de la commune luxembourgeoise de Bous-Waldbredimus située dans le canton de Remich.